# Jeorjos Dziumakas
Jeorjos Dziumakas (ur. 23 stycznia 1995 w Salonikach) – grecki siatkarz, reprezentant kraju, grający na pozycji atakującego. Od sezonu 2019/2020 występuje w drużynie Iraklis Saloniki.

## Sukcesy klubowe
Puchar Grecji:
- 2012

Mistrzostwo Grecji:
- 2012

Mistrzostwo Włoch:
- 2016

## Sukcesy reprezentacyjne
Liga Europejska:
- 2014